# Fahd Aktaou
Fahd Aktaou (Ámsterdam, 13 de enero de 1993) es un exfutbolista neerlandés de origen marroquí que jugaba de lateral izquierdo.

## Carrera en club
Nacido en Países Bajos, comenzó su carrera profesional en el SC Heerenveen quién lo cedió al Almere City. Se unió al Heracles en verano 2014. Fue cedido al FC Dordrecht.
En 2016 es fichado por el Wydad de Casablanca por tres años. Con el club marroquí ganó el título de liga en el 2017.
Tras su periplo de dos temporadas por tierras marroquíes fichó por el Juve Stabia de la Serie C donde militó la mitad de la temporada por desacuerdos contractuales. Tras no jugar la segunda parte de la temporada, en la 2019-20 pasó al PFC Cherno More Varna.
En la temporada 2021-22, tras más de un año sin jugar, fichó por el Wigry Suwałki.